# Linearität (Mathematik)
Linearität (von lateinisch līneāris ‚adjektivisch: Linien…‘) drückt eine Eigenschaft im Zusammenhang mit Linien aus. Der Begriff wird in der Mathematik hauptsächlich bei Räumen verwendet, in denen Geraden eine Rolle spielen, sowie bei strukturerhaltenen Abbildungen zwischen solchen Räumen. Weiterhin wird das Attribut Linearität auch in allgemeineren Situationen vergeben, in denen Objekte in einer Reihe angeordnet werden können, aber es sich nicht um Punkte einer Geraden im geometrischen Sinne handelt. Die folgende Zusammenstellung zeigt die wichtigsten Verwendungen:
- die definierende Eigenschaft eines Vektorraums, man spricht auch von linearen Räumen.[2]
- die Eigenschaft einer Abbildung zwischen linearen Räumen, die eine lineare Struktur erhält, siehe lineare Abbildung.[3]
- die Eigenschaft einer geordneten Menge, dass je zwei Elemente vergleichbar sind, siehe lineare Ordnung.[4]

Beachte: Der aus der Schulmathematik bekannte Begriff der linearen Funktion mit der Form {\displaystyle f(x)=mx+n} ist für {\displaystyle n\neq 0} keine lineare Abbildung im Sinne der linearen Algebra, vielmehr handelt es sich dort um eine affine Abbildung.

## Liste von Verwendungen
Viele weitere Verwendungen des Begriffs Linearität beziehen sich häufig, aber nicht ausschließlich, auf Situationen, in denen eine lineare Abbildung auftritt:
- Bei der linearen Optimierung hat man es mit einer linearen Zielfunktion zu tun.
- Die Linearität eines linearen Gleichungssystems {\displaystyle Ax=b} mit einer Matrix {\displaystyle A} bezieht sich die auf Linearität der Abbildung {\displaystyle x\mapsto Ax}.
- Die Linearität einer linearen gewöhnlichen Differentialgleichung oder einer linearen partiellen Differentialgleichung bezieht sich darauf, dass der zugehörige Differentialoperator linear ist.
- Bei einer linearen Gruppendarstellung bezieht sich die Linearität darauf, dass die Gruppenelemente als lineare Abbildungen dargestellt werden.
- Die Linearität in der linearen temporalen Logik bezieht sich auf die lineare Anordnung der Zeit.
- Die Linearität bei einem linearen Graphen bezieht sich auf die Anordnung der Knoten, die alle auf einem Pfad liegen.
- Die Linearität bei der linearen Regression bezieht sich auf den Umstand, dass die zu erklärende Zielgröße der Regressionsanalyse affin-linear von der Einflussgröße abhängt, siehe auch lineares Modell oder linearer Prädiktor für mehrere Einflussgrößen.